# Jülichsdhünn
Jülichsdhünn war ein Wohnplatz mit Pulver- und/oder Ölmühle in Dabringhausen, der beim Fluten der großen Dhünntalsperre untergegangen ist.
Der Name geht zurück auf die Adelsfamilie von Gülich, die in der Nähe auf der Dhünnenburg wohnte. Ursprünglich hieß es Schlendersdhünn, nach dem Namen der vorherigen Eigentümer.